# A Pipa e a Flor
A pipa e a flor é um livro de literatura infantil da autoria do escritor e psicanalista brasileiro Rubem Alves,  publicado em 1994.
O livro foi adaptado para o teatro por Laerte Asnis, do Teatro do Grande Urso Navegante e um dos membros do grupo de Canoeiros que se encontra semanalmente com Rubem Alves em Campinas. Em 2001 a peça foi apresentada em diversas escolas de Portugal e no Brasil.